# Dolmen de Buzy
Le dolmen de Buzy est un dolmen ouest-pyrénéen situé à Buzy dans le département français des Pyrénées-Atlantiques.
Cet édifice mégalithique « est le plus imposant du département ».

## Histoire
Le monument est fouillé par Édouard Lartet en 1842. L'archiviste Paul Raymond publia un article à son sujet dans la Revue archéologique en 1867. Dans cet article, Paul Raymond signale la similitude entre la forme de la table de couverture et la carapace d'une tortue.
En 1880, la construction de la ligne de chemin de fer d'Oloron à Laruns manqua de le faire disparaître. La Société des sciences, lettres et arts de Pau parvint à le sauvegarder. Il fut initialement envisagé de démonter le monument et de le remonter dans le parc Beaumont de Pau mais finalement il fut juste déplacé à une quarantaine de mètres de son emplacement d'origine grâce à l'aide de M. Beigbeder, conducteur des Ponts et Chaussées pour la compagnie de chemin de fer,.
À la suite d'une confusion avec un énorme rocher naturel déposé par le glacier d'Ossau, situé de l'autre côté de la route départementale D920, l'édifice est classé au titre des monuments historiques en 1889 sous le nom erroné de Calhau de Teberno.

## Description
Le dolmen est recouvert d'une monumentale table en marbre gris longue de 3,75 m, large de 2,55 m et épaisse de 1,20 m, dont le poids est estimé à 7 tonnes. La chambre funéraire est délimitée par sept orthostates, tous en marbre gris, et sa hauteur sous plafond atteint 1,60 m.
Le déplacement du dolmen s'accompagna d'une fouille. Selon le rapport de fouille de M. Recurt, on y recueillit «79 silex taillés, 86 objets en bois de renne, des morceaux de poterie dont un rebord de vase, un aiguisoir, une meule à grains».
A proximité immédiate de l'emplacement initial (66 m) du dolmen, il existait autrefois une dalle (1,81 m de long pour 1,72 m de large et 0,40 m d'épaisseur en moyenne) couverte de pétroglyphes. Elle comporte une dizaine de cercles, dont un groupe de trois d'où partent de part et d'autre trois arcs de cercle figurant comme des ailes. Pour la protéger, cette dalle a été déplacée dans la cour de l'hôtel Pouts accueillant la Maison d'Ossau à Arudy.
Le site était connu autrefois pour un être un lieu de rassemblement pour la transhumance des troupeaux.